# Statue einer Sirene (NAMA 774)

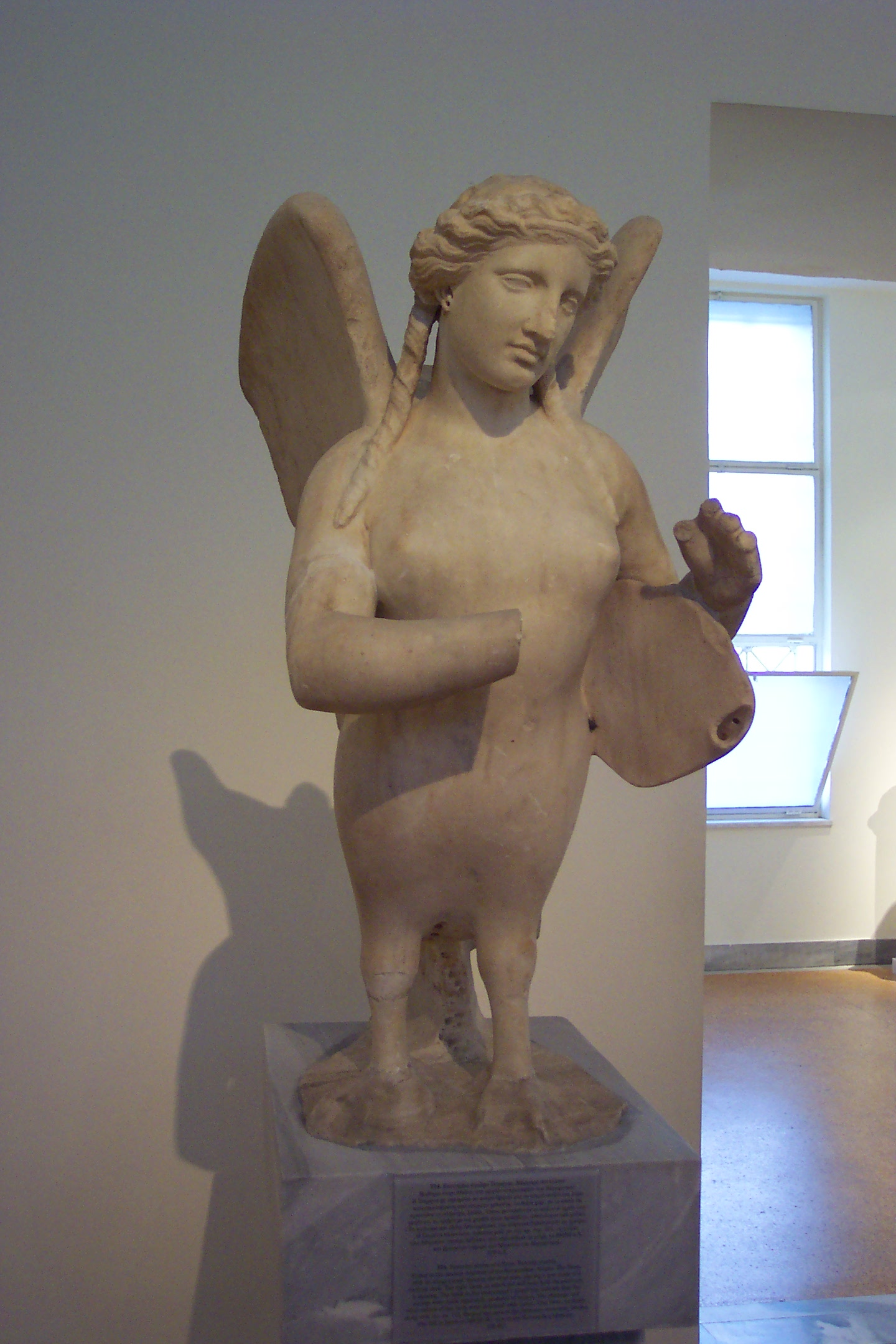
Die Sirene von vorn

Die Statue einer Sirene mit der Inventarnummer 774 im Archäologischen Nationalmuseum Athen stammt vom antiken Friedhof der Stadt und ist ein vergleichsweise großes Exemplar ihrer Art.
Die Statue der Sirene, eines Mischwesens aus Mensch und Vogel, wurde 1863 in der Nähe des Dipylon-Tores auf der Nekropole der antiken Stadt Athen, dem Kerameikos, gefunden. Mit 83 Zentimetern Höhe ist die Statue aus pentelischem Marmor eines der größeren Stücke dieser Motivgattung. Aufgrund stilistischer Vergleiche wird sie in die Zeit um das Jahr 370 v. Chr. datiert. Die Statue wurde an der Seite der Grabstele des Dexileos gefunden. Sirenen sollten mit ihrer Musik als symbolische Helfer bei der Totenklage fungieren.
Die Statue ist fast vollständig, einschließlich der Plinthe erhalten. Es fehlen die rechte Hand, Teile der Finger der linken Hand sowie der halbe linke Flügel, Teile der Beine sind modern erneuert. Die Haare sind in wellenförmigen Strähnen angeordnet. Sie werden in einem Knoten am Hinterkopf zusammengehalten, zudem hängen sowohl links wie rechts lange, gewellte Zöpfe bis in die Höhe der Brüste. Unter dem linken Arm hält sie eine aus einem Schildkrötenpanzer gefertigte Lyra. Es ist anzunehmen, dass die Sirene in der anderen Hand ein Plektrum hielt. Wahrscheinlich wurden in die Löcher des Schildkrötenkörpers Lyraseiten aus Bronze angefügt. Auch in den Ohrlöchern ist Schmuck aus Metall zu vermuten. Andere Details waren wahrscheinlich aufgemalt.